# Willem Houtmaert
Willem Houtmaert (ca. 1440 – na 1505), ook soms geschreven Houtmarc, Oudemar(c)k of Oudtmaerc, was burgemeester van Brugge.

## Levensloop
Willem Houtmaert was een zoon van Thomas Houtmaert die in 1444 koning van de Sint-Jorisgilde was. Hij werd zelf ook lid van deze gilde.
Hij trouwde met Magdalena de Witte en, na haar dood, met Katharina Metteneye, twee huwelijken die hem verbonden aan het stadspatriciaat van Brugge. 
Als aanzienlijk poorter werd hij in 1480 eigenaar van het kasteel Rosenburg in de Sint-Clarastraat op de Sint-Gillisparochie. Van 1476 tot 1481 was hij dismeester op deze parochie. 
Hij kwam voor het eerst voor als stadsbestuurder in 1477, toen hij tot schepen werd verkozen. Het was het jaar van de catastrofale krijgstochten waarin Karel de Stoute het leven liet. De financiële moeilijkheden, onder meer het gevolg van krijgsbelastingen, veroorzaakten politieke problemen. Het systeem van twee stadsthesauriers belast met het beheren en controleren van de gemeentelijke financies, werd opzijgeschoven en gedurende de volgende vijftien jaar werden ze vervangen door zes speciaal daarvoor aangestelde gemeentelijke verantwoordelijken, 'gecommitteerden' genaamd. Dankzij hun inspanningen stond de stadskas er na een paar jaar al beter voor en kon onder meer begonnen worden met het inlopen van de schrijnende achterstand op het gebied van openbare werken. Zo oordeelde althans de dichter Anthonis de Roovere, die als aannemer van bouwwerken hiervan profiteerde en in een gedicht zijn dankbaarheid uitdrukte. In 1477 was Willem Houtmaert er nog niet bij, maar vanaf 1479 was hij een van de voornaamste 'gecommitteerde thesauriers', en dit opnieuw in de jaren 1480, 1481, 1485 en 1486.
In 1482-83 werd hij burgemeester van de raadsleden en in 1487-88 werd hij burgemeester van de schepenen en dit in de heel troebele jaren van strijd binnen de stad tussen verschillende facties en van strijd tegen aartshertog Maximiliaan van Oostenrijk. Benoemd in september 1487 werd hij, naar aanleiding van de gevangenneming van Maximiliaan, samen met de rest van het stadsbestuur afgezet op 12 februari 1488 en vervangen door vertegenwoordigers van de opstandige ambachten.
In het jaar 1482 werd hij lid van de Edele Confrérie van het Heilig Bloed en werd er proost van in 1486.
Het bestuur van de stad was in die jaren een riskante bezigheid. In het jaar 1488 werd hij, pas als burgemeester afgezet, samen met vijf andere voormalige gecommitteerde thesauriers een tijdje in het schepenhuis gevangen gezet. 
Hij kon zijn vel redden. Hij werd trouwens opnieuw gecommitteerde stadsthesaurier in 1490 en 1491. Tot in 1492 bleef de hevige strijd tussen Brugge (gesteund door Filips van Kleef) en Maximiliaan zich echter doorzetten, wat tot gevolg had dat Houtmaert, net als vele andere gezagdragers, nogmaals de stad ontvluchtte, uit schrik voor de Duitse legers. Hij kon weldra naar Brugge terugkeren, waar hij in september 1492 weer raadslid werd, en in 1494 schepen. Hij werd nog een laatste maal raadslid in september 1505 en is waarschijnlijk het jaar daarop overleden.

## Bron
- Stadsarchief Brugge, Lijst van de Wetsvernieuwingen van 1358 tot 1794.